# Nicolaas van Oresme

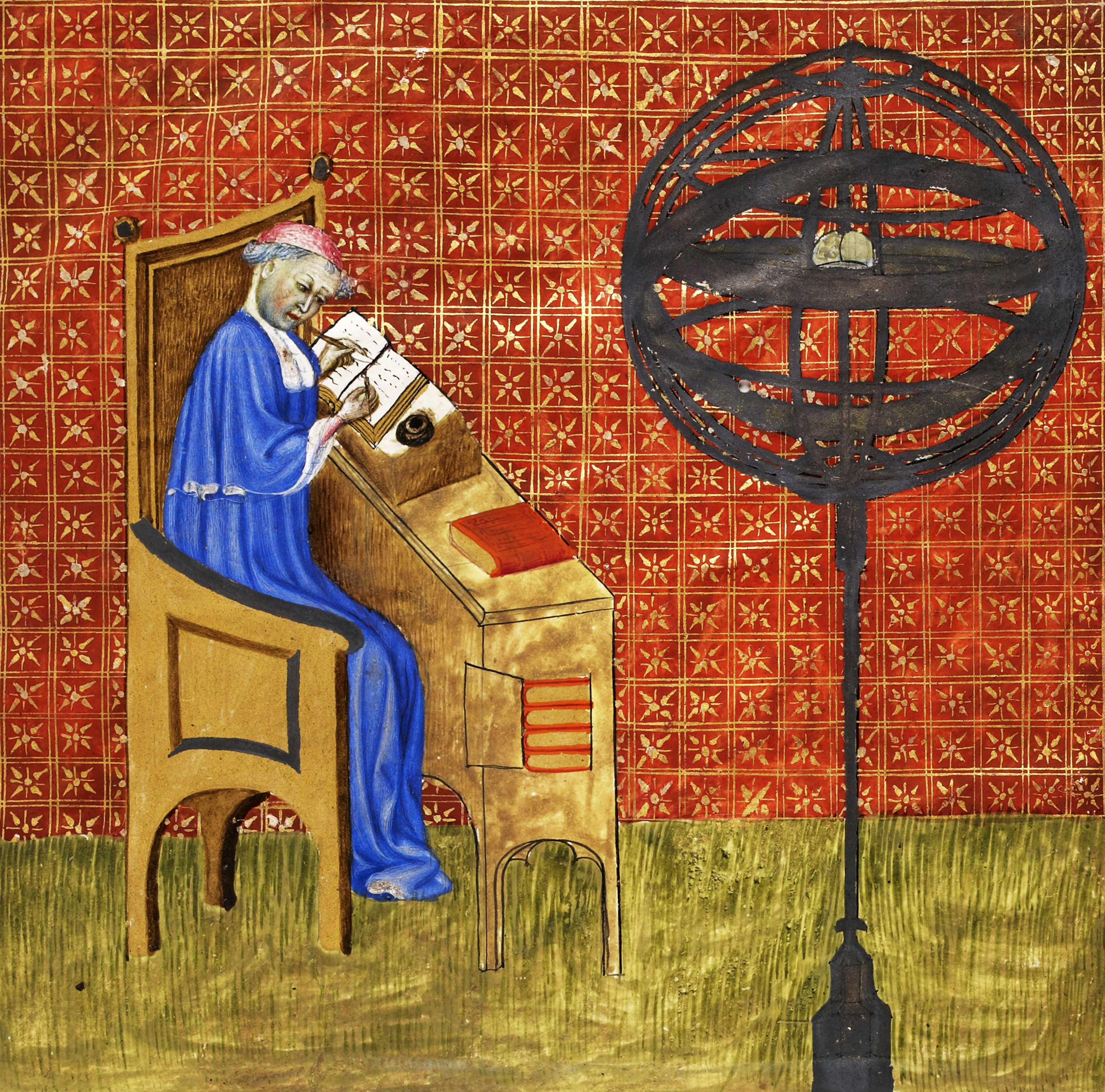
Portret van Nicolaas van Oresme: Miniatuur uit Nicolaas Oresme's Traité de l’espere, Bibliothèque nationale de France, Parijs, Fonds français 565, fol. 1r.

Nicolaas van Oresme of Nicole Oresme (Allemagne, circa 1323 – Lisieux, 11 juli 1382) was een van de belangrijkste filosofen van de late middeleeuwen. Hij was waarschijnlijk een van de meest originele denkers van de 14e eeuw. Aan het College van Navarre opgeleid in de scholastiek schreef hij invloedrijke werken over economie, wiskunde, natuurkunde, astronomie, filosofie en theologie; Hij vertaalde werken uit de oudheid in het Frans, was raadgever van koning Karel V van Frankrijk. De laatste jaren van zijn leven was hij bisschop van Lisieux.

## Leven

### Jeugd
Nicole Oresme werd tussen 1320-1325 geboren in het dorp Allemagne in het bisdom Bayeux, in de buurt van Caen, Normandië. Over zijn familie is bijna niets bekend.

### Studie
Hij studeerde theologie aan het door de koning gesubsidieerde College van Navarre, een onderdeel van de Universiteit van Parijs, speciaal bedoeld voor studenten die te arm waren om tijdens hun studie in hun eigen onderhoud te voorzien.
Voor 1342 studeerde Oresme de 'artes'. Tijdgenoten waren Johannes Buridanus (de 'stichter' van de Franse school van de natuurfilosofie), Albert van Saksen en mogelijk Marsilius van Inghen. Hij ontving de graad van magister artium. Een recent ontdekte brief van de paus, die gewag maakt van een te verwachten beneficium, toont aan dat hij in 1342 al regens magister artium was. Dit plaatst hem in Parijs tijdens de crisis over Willem van Ockhams natuurlijks filosofie.
In 1348 was hij student in de theologie. In 1356 ontving hij zijn doctoraat en nog in hetzelfde jaar werd hij grootmeester (grand-maître) van het College van Navarre.

### Relatie met het koningshuis
Veel van zijn meest doordachte werken stammen van voor 1360. Naar aanleiding van deze werken steeg zijn aanzien als wetenschapper snel, wat de aandacht trok van de Franse koninklijke familie. In 1356 kwam hij in contact met de toekomstige Karel V van Frankrijk. Deze trad tijdens de gevangenschap van zijn vader, Jan II, in Engeland, op als regent en was van 1364 tot 1380 Koning van Frankrijk. Op 2 november 1359 werd Oresme 'secretaire du roi' en het lijkt erop dat hij daarna ook 'kapelaan' en 'adviseur' van de koning werd.
Er is lang beweerd dat Oresme belast is geweest met de opvoeding van Karel V. Dat moet echter met een korreltje zout worden genomen. Toen beide mannen met elkaar in contact kwamen, was Karel al een jaar of achttien en bovendien regent van Frankrijk. Wel had Karel veel achting en waardering voor Oresmes karakter en talenten, vaak volgde hij zijn advies. Andere adviseurs van Karel waren Raoul de Presles en Philippe van Mézières. Hij droeg Oresme op om de wetenschap in de volkstaal, het Frans te populariseren. Op aandrang van Karel gaf Oresme aan het pauselijk hof in Avignon een uiteenzetting, waarin hij de ecclesiologische wanorde van zijn tijd veroordeelde.

### Bisschop van Lisieux
In 1377 werd Oresme met steun van de koning tot bisschop van Lisieux benoemd. Het schijnt dat hij pas na de dood van koning, Karel V, in september 1380 in Lisieux ging wonen. Over de laatste vijf jaar van zijn leven (1377-1382) is weinig bekend. Oresme stierf in Lisieux op 11 juli 1382. Hij werd begraven in de kathedraal van Lisieux.

## Wetenschappelijk werk
Als wetenschapper bracht hij vooruitgang door zijn inzicht dat wiskunde kan helpen bij het oplossen van algemene wetenschappelijke vraagstukken. Hij wees erop dat men moet trachten natuurlijke verklaringen te vinden voor fenomenen en niet zijn toevlucht moet nemen tot bovennatuurlijke redeneringen.
Een beroemd citaat van Oresme luidt: Daarom weet ik slechts dat ik niets weet.

### Kosmologie
In zijn Livre du ciel et du Monde besprak Oresme het bewijsmateriaal voor en tegen de dagelijkse rotatie van de Aarde om haar as. Uit astronomische overwegingen stelde hij dat als de aarde en niet de hemelse sferen zou bewegen, alle bewegingen die we in de hemelen zien en die door de astronomen zijn berekend, er op precies dezelfde manier zouden uitzien als wanneer de hemelen rondom de aarde zouden draaien. Hij verwierp het natuurkundige argument dat als de Aarde zou bewegen de lucht achter zou blijven, wat tot een enorme wind van oost naar west tot gevolg zou hebben. In zijn visie zouden aarde, water en lucht allen in dezelfde beweging delen. Met betrekking tot de Bijbelse passage die spreekt over de beweging van de zon, concludeert hij dat "deze passage de populaire manier van spreken weergeeft" en niet te letterlijk moet worden genomen. Hij merkte ook op dat het economischer zou zijn als de kleine Aarde om zijn as draaide dan als de immense sfeer van de sterren dat zou doen. Toch concludeerde hij dat geen van deze argumenten overtuigend waren en dat "iedereen van mening is, en ikzelf ook, dat de hemelen en niet de aarde bewegen."

### Zintuiglijke waarneming
Bij de bespreking van de voortplanting van licht en geluid maakte Oresme gebruik van de gebruikelijke middeleeuwse doctrine van de  vermenigvuldiging van de soorten, zoals deze was ontwikkeld door schrijvers in de optica zoals Alhazen, Robert Grosseteste, Roger Bacon, John Pecham en Witelo. Oresme beweerde dat deze soorten niet immaterieel, maar lichamelijke (dat wil zeggen, driedimensionale) entiteiten waren.

### Vertalingen
Zoals de meeste van zijn wetenschappelijke tijdgenoten schreef Oresme voornamelijk in het Latijn. Op aandringen van koning Karel V, schreef hij echter ook in het Frans. Hij schreef Franse versies van zijn eigen werken. Ook vertaalde hij een aantal geselecteerde werken van Aristoteles.

### Wiskunde
Zijn belangrijkste bijdragen aan de wiskunde zijn opgenomen in Tractatus de configurationibus qualitatum et motuum. In een kwaliteit, of toevallige vorm, zoals warmte, onderscheidde hij de intensio (de mate van warmte op elk punt) en de extensio (zoals de lengte van de verwarmde staaf). Deze twee termen werden vaak vervangen door latitudo en longitudo. Om een en ander te verduidelijken kwam Oresme met het idee deze concepten te visualiseren door tekeningen in het vlak. Daarbij maakt hij gebruik van een constructie die bij benadering vergelijkbaar is met rechthoekige coördinaten. De intensiteit van de kwaliteit werd weergegeven door een lengte of latitudo evenredig aan de intensiteit, die loodrecht op een bepaald punt op de basislijn, die de longitudo weergeeft, was opgericht.
Oresme stelde voor dat de meetkundige vorm van een dergelijke figuur kan worden gezien als overeenkomend met een kenmerk van de kwaliteit zelf. Oresme definieerde een uniforme kwaliteit als dat wordt weergegeven door een lijn parallel aan de lengte, en elke andere kwaliteit is difform. Uniform werden difforme kwaliteiten vertegenwoordigd door een rechte lijn schuin op de as van de lengte. Daarmee beschreef hij vele verschillende gevallen van difforme kwaliteiten. Oresme breidde deze doctrine uit naar figuren in drie dimensies.
Hij beschouwde deze analyse als zijnde van toepassing op vele verschillende kwaliteiten, zoals hitte, witheid en zoetheid. Wat van belang is voor latere ontwikkelingen is dat Oresme dit concept ook toepaste op de analyse van de lokale beweging, waar de latitudo of intensiteit, de snelheid en de longitudo, de tijd vertegenwoordigde. De oppervlakte op de figuur vertegenwoordigde de afgelegde afstand.
Hij laat zien dat zijn methode van het in het figuren uitdrukken van de breedte van vormen tot op zekere hoogte toepasbaar is op beweging, op voorwaarde dat de tijd als de lengte, en de snelheid als de breedte wordt genomen; hoeveelheid is dan de in een gegeven tijd afgelegde ruimte. Uit hoofde van deze omzetting werd de stelling van de latitudo uniformiter difformis de wet van de doorkruiste ruimte in geval van uniform  gevarieerde beweging. Op deze manier slaagde Oresme erin op Galileo's ontdekking te anticiperen.
Van belang is ook dat Oresme als eerste een (wel enigszins obscuur) bewijs leverde van de divergentie van de harmonische reeks, iets dat in latere eeuwen pas door personen als de broers Bernoulli werd overgedaan. Zijn bewijs, een alternatief voor andere standaardtesten voor divergentie (de verhouding test enz.), verklaarde op elegante wijze dat voor enige waarde van 1/n, de dichtstbijzijnde n, die een lidmaat van de reeks 2n is, de voorafgaande n/2 termen groter moeten zijn dan 1/2. Door vervolgens gebruik te maken van de vergelijkingstest en squeezestelling, moet de rij groter zijn dan de rij 1 + 1/2 + 1/2 + 1/2 + ... + 1/2 (die duidelijk divergent is), wat betekent dat de harmonische rij (1/n) divergent moet zijn. Oresme was de enige wiskundige die dit feit bewees, en behield deze eer voor de komende paar eeuwen.

### Economie
Met zijn Verhandeling over de oorsprong, de natuur, de wetten en de veranderingen van geld, een van de vroegste manuscripten dat is  gewijd aan een economisch onderwerp, geeft Oresme een interessant inzicht in de middeleeuwse opvattingen over geld. Hij betoogde dat het slaan van lichte munten tot inflatie leidt, en wordt daarom wel gezien als een van de grondleggers van het economisch denken.

## Voetnoten
1. ↑  , het huidige Fleury-sur-Orne (tijdens de Eerste Wereldoorlog werd de naam van het dorp Allemagne veranderd in Fleury-sur-Orne
2. ↑  (en)  William J. Courtenay, The Early Career of Nicole Oresme, Isis 91/3 (Sept., 2000), pp. 542-548.
3. ↑  Nicole Oresme, Quodlibeta, Parijs, BNF, ms. lat. 15126, fol. 98v.
4. ↑  (en)  Edward Grant, The Foundations of Modern Science in the Middle Ages (De fundamenten van de moderne wetenschap in de middeleeuwen) (Cambridge: Cambridge University Press, 1996), blz. 114-16
5. ↑  (fr)  Oresme, Le Livre du Ciel et du monde, blz. 521-3
6. ↑  (fr)  Oresme, Le Livre du Ciel et du monde, blz. 531
7. ↑  (fr)  Oresme, Le Livre du Ciel et du monde, blz. 535
8. ↑  (fr)  Oresme, Le Livre du Ciel et du monde, blz. 537
9. ↑  (en)  Bert Hansen, Nicole Oresme and the Marvels of Nature, (Toronto: Pontifical Institute of Mediaeval Studies, 1985), blz. 89-90.
10. ↑  (en)  David C. Lindberg, Theories of Vision from al-Kindi to Kepler, (Chicago: University of Chicago Pr, 1976)., blz. 78-80, 98, 113-16
11. ↑  Peter Marshall, Nicole Oresme on the Nature, Reflection, and Speed of Light, Isis, 72 (1981):. 357-374, blz. 360-2
12. ↑  (en)  Marshall Clagett, Nicole Oresme en de middeleeuwse Geometrie van Kwaliteiten en Motions. (Madison: Univ van Wisconsin Pr, 1968, blz. 164-211...)
13. ↑  (en)  Lemma in Catholic Encyclopedia online: Nicole Oresme
14. ↑  (en)  Clagett, Marshall (redacteur en vertaler) (1968).Nicole Oresme and the Medieval Geometry of Qualities and Motions; a treatise on the uniformity and difformity of intensities known as Tractatus de configurationibus qualitatum et motuum. Madison, WI: University of Wisconsin Press. ISBN 0-299-04880-2.

- Bibsys: 90282989
- Biblioteca Nacional de España: XX1722514
- Bibliothèque nationale de France: cb119181813 (data)
- Catàleg d'autoritats de noms i títols de Catalunya: 981058508141906706
- Gemeinsame Normdatei: 118734946
- International Standard Name Identifier: 0000 0001 0908 5280
- Library of Congress Control Number: n50002658
- Mathematics Genealogy Project: 199357
- Nationale Bibliotheek van Tsjechië: jn19981001915
- Nationale bibliotheek van Australië: 35156292
- Nationale Bibliotheek van Israël: 987007462815605171
- Nationale Bibliotheek van Polen: a0000002005552
- Nationale en Universitaire bibliotheek Zagreb: 000228826
- Nederlandse Thesaurus van Auteursnamen: 071049614
- Réseau des bibliothèques de Suisse occidentale: 02-A003657944
- Istituto Centrale per il Catalogo Unico: MILV116414
- LIBRIS: 204878
- SNAC: w6dv1sp1
- Système universitaire de documentation: 027053377
- Trove: 845157
- Virtual International Authority File: 64010010
- WorldCat: E39PBJbtpqhBPPhKmBMFWKFYfq